# Lusche (Kartenspiel)

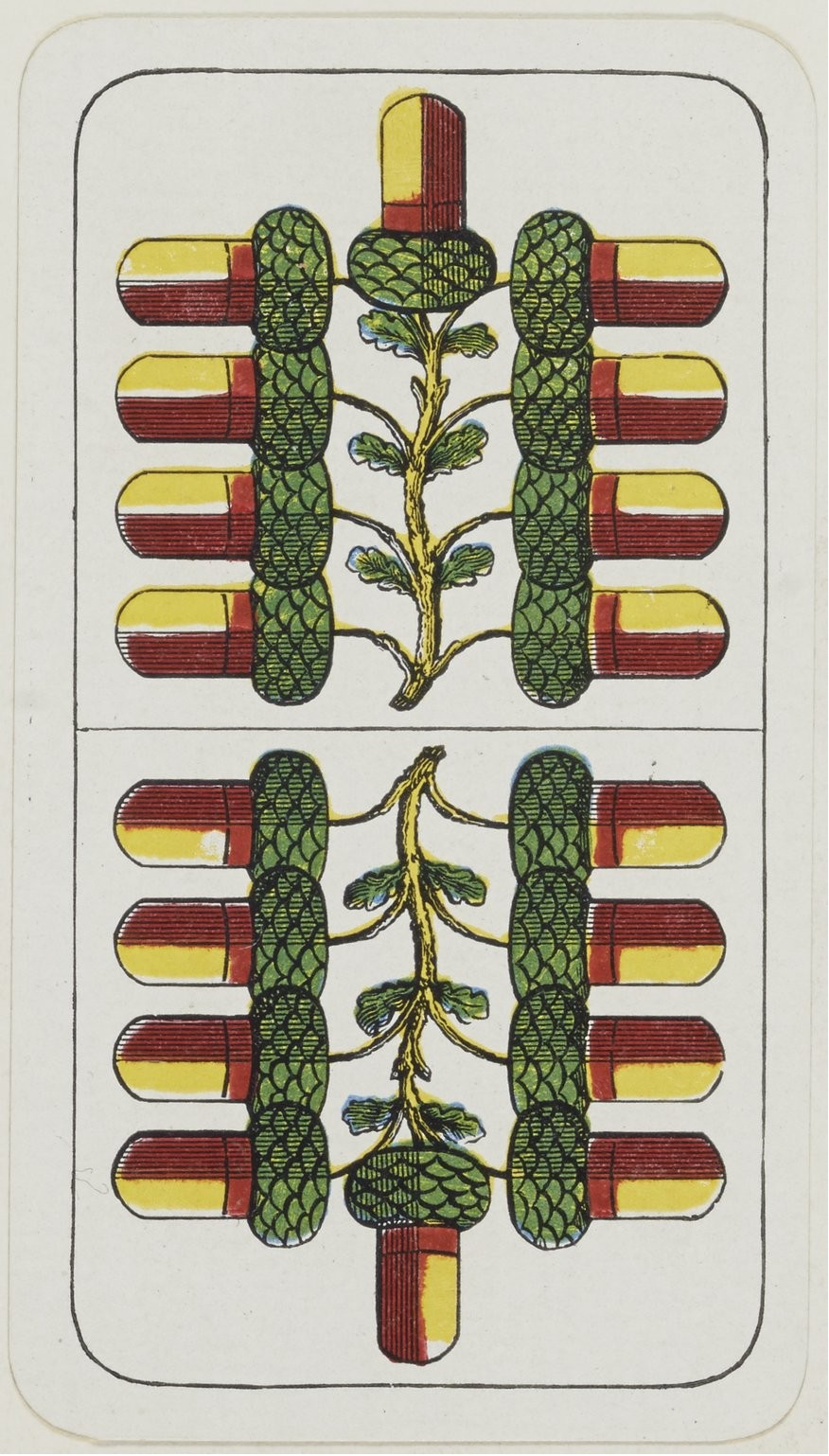
Bei Spielen wie Jass ist die Eichelneun eine wertlose Lusche.

Als Lusche bezeichnet man beim Kartenspiel eine Spielkarte, die keine Augen zählt, also keinen Zählwert besitzt, der für die Endabrechnung herangezogen werden könnte.
Beim Tarock nennt man diese Karten auch Latons oder Ladonis. Zu den Kartenspielen mit Luschen gehören u. a. Schafkopf, Doppelkopf, Sechsundsechzig und Skat, wo die 7en, 8en und 9en in allen Farben Luschen sind. Auch im in der Schweiz populären Jass kommen als Luschen ebenfalls die 6en, 7en, 8en und 9en vor; im Gegensatz zum Skat jedoch bildet die Trumpf-9 (Nell; 14 Punkte) eine Ausnahme: sie kommt in der Hierarchie direkt unter der höchsten Trumpfkarte, dem Trumpf-Bauern bzw. Trumpf-Under (20 Punkte) und über dem Trumpf-As (11 Punkte). Beim Schafkopfspiel gehören in manchen Versionen noch die 6en dazu. Keine Luschen gibt es beim Whist, bzw. Bridge, da dort nicht die Kartenwerte, sondern die Stichanzahl entscheidend ist.